# 아베스타 문자
아베스타 문자는 아베스타어를 표기하기위한 문자이다.

## 개요
아베스타 문자는 조로아스터교 경전인 "아베스타"의 전례 언어인 아베스타어를 표기하는 문자로 팔라비 문자에서 파생으로 만들어진 알파벳의 일종이다. 고대 인도 "베다" 경전의 전례 언어인 산스크리트어를 표기할 문자가 꽤 후대에 와서 다듬어진 것과 마찬가지로 조로아스터교의 경전인 아베스타 역시 아베스타 문자의 성립보다 훨씬 전부터 성립되어 전승한 것임에 주의가 필요하다.

## 유니코드
유니코드에서는 U+10B00-10B3F 영역에 문자가 수록되어있다.
| U+    | 0 | 1 | 2 | 3 | 4 | 5 | 6 | 7 | 8 | 9 | A | B | C | D | E | F |
| ----- | - | - | - | - | - | - | - | - | - | - | - | - | - | - | - | - |
| 10B0x | 𐬀 | 𐬁 | 𐬂 | 𐬃 | 𐬄 | 𐬅 | 𐬆 | 𐬇 | 𐬈 | 𐬉 | 𐬊 | 𐬋 | 𐬌 | 𐬍 | 𐬎 | 𐬏 |
| 10B1x | 𐬐 | 𐬑 | 𐬒 | 𐬓 | 𐬔 | 𐬕 | 𐬖 | 𐬗 | 𐬘 | 𐬙 | 𐬚 | 𐬛 | 𐬜 | 𐬝 | 𐬞 | 𐬟 |
| 10B2x | 𐬠 | 𐬡 | 𐬢 | 𐬣 | 𐬤 | 𐬥 | 𐬦 | 𐬧 | 𐬨 | 𐬩 | 𐬪 | 𐬫 | 𐬬 | 𐬭 | 𐬮 | 𐬯 |
| 10B3x | 𐬰 | 𐬱 | 𐬲 | 𐬳 | 𐬴 | 𐬵 |   |   |   | 𐬹 | 𐬺 | 𐬻 | 𐬼 | 𐬽 | 𐬾 | 𐬿 |

## 같이 보기
- 조로아스터교
- 아베스타
- 아베스타어